# Канал маркетинга
Канал маркетинга може бити дефинисан као организована мрежа или систем институција и фирми које, у одређеној комбинацији, обављају активности неопходне за повезивање произвођача са корисницима производа или услуга ради остваривања маркетиншких циљева и задатака.
Канали маркетинга обухватају фирме или институције које су укључене у преговарачке функције којима се трасира пут производима и услугама од произвођача до финалних потрошача или корисника...
Преговарачке функције обухватају: набавку, продају, промоцију, плаћање, пренос власништва над робом, физичко поседовање робе, финансирање и преузимање ризика.

## Структура канала маркетинга
Са становишта менаџерске перспективе структура канала маркетинга могла би бити дефинисана као група чланова канала на које је алоциран одређени сет дистрибуционих задатака. Другим речима, структура канала маркетинга мора рефлектовати начин на који је менаџер канала алоцирао задатке међу члановима канала на различитим нивоима дистрибуције.
Помоћну структуру канала маркетинга можемо дефинисати као групу институција и агенција које помажу члановима канала на различитим нивоима дистрибуције.

## Класификација канала маркетинга према врстама добара
1. Канали маркетинга потрошних добара
Производи намењени индивидуалним потрошачима због своје веће комплексности често захтевају дуже канале маркетинга и комплексније везе на релацији произвођач-потрошач. Са становишта броја нивоа које канал укључује можемо разликовати три основна типа канала маркетинга за дистрибуцију потрошних добара.
- Кратки канал или канал са два нивоа
- Средњи канал или канал са три нивоа
- Дуги канал или канал са више од три нивоа

2. Канали маркетинга индустријских добара
Канали маркетинга индустријских добара најчешће су краћи од канала потрошних добара због мањег броја финалних индустријских муштерија и њихова географске концентрације. Као и код потрошних разликујемо три типа канала:
- Кратки канал
- Средњи канал
- Дуги канал

3. Канали маркетинга за услуге
Канали маркетинга за услуге по правилу су најкраћи и најчешће директни-пружаоц услуге директно је испоручује кориснику. У каналима за услуге могу бити коришћени агенти као посредници када су даваоци услуга географски удаљени од муштерија и када не постоје економична решења за оснивање локалне продаје услуга. Пример тога могу бити агенти осигурања.

## Структурна класификација канала маркетинга
Према степену прихватања зависности у каналу можемо разликовати три типа канала маркетинга: 
a) једнотрансакциони канали маркетинга : намењени су обављању само једне маркетиншке трансакције као што је нпр. продаја стана. 
b) конвенционални канали маркетинга : најчешће се описују као уређење система дистрибуције у коме постоје слободни токови маркетиншких трансакција између учесника. Његови чланови су самостална и незавиисна предузећа. Током времена ови канали су се показали мање стабилним од зависнијих система.
ц) вертикални систем маркетинга или вертикално интегрисани систем маркетинга : обухвата мрежу вертикално устројене организације којом се професионално управља као са централним административним дистрибуционим системом. Постоје три типа ових канала: 
- коропратвни вертикални системи: најчешће се примењују у области трговине на мало која интегрише посреднике уназад до произвођача да би осигурала контролу квалитета над производњом и корпоративну контролу над укупним системом дистрибуције.
- управљачки вертикални системи:у њима један од посредника има економску и лидерску позицију која је извор утицаја над активностима укупног канала дистрибуције. Ови канали најчешће се конституишу за одређену линију робе или програм а не целокупну производњу.
- уговорни вертикални системи:овде се вођство не постиже на основу власништва већ на основу заједничког споразума у форми уговора. Постоје 4 типа уговорног вертикалног система маркетинга: кооперативне организације малопродаје, добровољни ланци на челу са трговином на велико, савези или алијансе и франшизе.